# Cassinopsis tomentosa
Cassinopsis tomentosa är en tvåhjärtbladig växtart som beskrevs av Joseph Marie Henry Alfred Perrier de la Bâthie. Cassinopsis tomentosa ingår i släktet Cassinopsis och familjen Icacinaceae. Inga underarter finns listade i Catalogue of Life.